# Долина Марне
Долина Марне (фр. Val-de-Marne) департман је у северној Француској. Припада Париском региону, а главни град департмана (префектуре) је Кретеј. Департман Долина Марне је означен редним бројем 94. Његова површина износи 245 км2. Према подацима из 2010. године у департману Долина Марне је живело 1.327.732 становника, а густина насељености је износила 5.419 становника по км2.
Овај департман је административно подељен на:
- 3 округа
- 49 кантона и
- 47 општина.

## Демографија
| 2011.     |
| --------- |
| 1.333.702 |